# Xorides corcyrensis
Xorides corcyrensis är en stekelart som först beskrevs av Joseph Kriechbaumer 1894.  Xorides corcyrensis ingår i släktet Xorides och familjen brokparasitsteklar. Utöver nominatformen finns också underarten X. c. persicator.